# Pedro Solberg
Pedro Salgado Collett Solberg (Rio de Janeiro, 27 maart 1986) is een Braziliaans beachvolleyballer. Hij won een bronzen medaille bij de wereldkampioenschappen en meerdere wereldtitels bij de junioren. Daarnaast behaalde hij achttien overwinningen in de FIVB World Tour en won eenmaal het eindklassement van de mondiale competitie. Verder deed hij een keer mee aan de Olympische Spelen.

## Carrière

### 2002 tot en met 2008
Solberg werd in 2002 met Ian Borges in Xylokastro wereldkampioen bij de jeugd (onder 18). Een jaar later werd het duo bij de kampioenschappen in Pattaya tweede en won Solberg met Pedro Cunha de wereldtitel onder 21 in Saint-Quay-Portrieux. In 2004 en 2005 eindigde hij met Neilton Santos en Tiago Santos respectievelijk als derde en vierde bij de WK onder 21 in Porto Santo en Rio de Janeiro. In dat laatste jaar maakte Solberg met Cunha in Stare Jabłonki bovendien zijn debuut in de FIVB World Tour. Het seizoen daarop vormde hij een team met Roberto Lopes; het duo nam deel aan zes toernooien in de mondiale competitie met een vierde plaats in Zagreb als beste resultaat. Met Bruno Schmidt won hij in Mysłowice verder de wereldtitel onder 21. Na in 2006 nog een wedstrijd met Fred Souza gespeeld te hebben vormde Solberg twee seizoenen een duo met Harley Marques.
Het eerste jaar namen ze deel aan vijftien reguliere toernooien in het internationale beachvolleybalcircuit. Ze behaalden daarbij drie overwinningen (Shanghai, Åland en Sint-Petersburg), twee derde plaatsen (Manamah en Montreal), een vierde plaats (Espinho) en drie vijfde plaatsen (Berlijn, Klagenfurt en Kristiansand). Bij de WK in Gstaad verloren ze in de zestiende finale van de Oostenrijkers Clemens Doppler en Peter Gartmayer. In 2008 waren Solberg en Harley actief op achttien mondiale toernooien waarbij ze op twee uitzonderingen na enkel toptienklasseringen noteerden. Het duo boekte onder meer zes overwinningen (Adelaide, Shanghai, Roseto degli Abruzzi, Gstaad, Mallorca en Guarujá), werd eenmaal derde (Dubai) en behaalde vier vierde plaatsen (Barcelona, Stare Jabłonki, Parijs en Marseille). Daarmee wonnen ze tevens het eindklassement van de World Tour dat jaar.

### 2009 tot en met 2014
In 2009 partnerde Solberg in aanloop naar de WK in Stavanger opnieuw met Cunha. Bij vier wedstrijden kwamen ze tot twee tweede plaatsen in Shanghai en Rome en een vijfde plaats in Mysłowice. In Stavanger moest het tweetal de zestiende finale aan zich voorbij laten gaan vanwege een blessure. Na afloop van het toernooi speelde Solberg zes wedstrijden met Benjamin Insfran – eerste plaats in Stare Jabłonki – en drie met Ricardo Santos – vierde plaats op Åland. Het daaropvolgende seizoen keerde hij terug aan de zijde van Harley. Het duo deed mee aan tien toernooien in de World Tour en behaalde daarbij onder andere een overwinning in Shanghai en een tweede plaats in Kristiansand. Daarnaast was hij met Rhooney Ferramenta actief bij het Open-toernooi van Åland. In 2011 speelde Solberg achtereenvolgens met Cunha en Ferramenta. Met Cunha kwam hij in vier toernooien tot een vierde plaats in Praag; met Ferramenta was een derde plaats in Agadir het beste resultaat in vijf reguliere wedstrijden. Daarnaast eindigden ze op een gedeelde vijfde plaats bij de WK in Rome, nadat ze de kwartfinale verloren hadden van hun landgenoten en latere wereldkampioenen Alison Cerutti en Emanuel Rego. Het jaar partnerde hij met Márcio Araújo. Het duo nam deel aan elf toernooien en behaalde daarbij twee tweede (Mysłowice en Klagenfurt), een derde (Shanghai), een vierde (Praag) en een vijfde plaats (Berlijn).
Gedurende het seizoen 2013 vormde Solberg opnieuw een team met Bruno Schmidt. Ze behaalden dat jaar bij twaalf reguliere FIVB-toernooien enkel toptienplaatsen, waaronder twee overwinningen (Den Haag en São Paulo), twee tweede plaatsen (Shanghai en Gstaad) en twee derde plaatsen (Rome en Durban). Bij de WK in Stare Jabłonki eindigde het tweetal als vijfde nadat het de kwartfinale had verloren van de latere wereldkampioenen Alexander Brouwer en Robert Meeuwsen. Het jaar daarop speelde Solberg in eerste instantie met Emanuel. De twee namen deel aan negen toernooien in de mondiale competitie en kwamen daarbij tot een derde plaats in Den Haag en vierde plaatsen in Shanghai en Berlijn. Vervolgens won hij met Álvaro Filho de Grand Slam van Stare Jabłonki en het toernooi van Campinas in de Braziliaanse competitie.

### 2015 tot en met 2022
Van 2015 tot en met 2016 vormde Solberg een team met Evandro Gonçalves. Het duo begon het eerste jaar met overwinningen in de nationale tour in Fortaleza en Recife, waarna in Moskou een tweede plaats in de World Tour werd behaald. Na een vijfde plaats in Poreč, een eerste plaats in Stavanger en een negende plaats in Saint Petersburg nam het tweetal deel aan de WK in Nederland. Solberg en Evandro bereikten de halve finale waar de Nederlanders Reinder Nummerdor en Christiaan Varenhorst te sterk waren. In de troostfinale wonnen ze vervolgens het brons ten koste van de Amerikanen Nick Lucena en Theodore Brunner. Na afloop van de WK haalden ze bij zes van de zes toernooien de top tien en bij de World Tour Finals in Fort Lauderdale eindigden ze als derde. In 2016 behaalde het duo internationaal eveneens enkel toptienklasseringen. Ze boekten zeges in Gstaad en Long Beach en behaalden tweede plaatsen in Maceió, Rio de Janeiro en bij de seizoensfinale in Toronto. Bij de Olympische Spelen in eigen land werden Solberg en Evandro in de achtste finale uitgeschakeld door de Russen Dmitri Barsoek en Nikita Ljamin.
Het daaropvolgende seizoen partnerde Solberg met Guto Carvalhaes. Ze behaalden meerdere podiumplaatsen in de nationale competitie en kwamen internationaal bij zeven toernooien tot een overwinning in Poreč en een vijfde plaats in Den Haag. Bij de WK in Wenen bereikten ze de achtste finale waar ze werden uitgeschakeld door het Spaanse duo Pablo Herrera en Adrián Gavira. In 2018 speelde hij achtereenvolgens met George Wanderley en Schmidt. Met George noteerde hij drie toptienklasseringen met een vierde plaats in Fort Lauderdale als beste resultaat. Met Schmidt nam hij tot en met januari het jaar daarop deel aan acht toernooien in de World Tour, waarbij hij twee vijfde plaatsen (Wenen en Den Haag) behaalde. In 2019 vormde Solberg een duo met Vitor Felipe. De twee namen deel aan negen reguliere FIVB-toernooien met drie negende plaatsen (Doha, Ostrava en Warschau) als beste resultaat. Bij de WK in Hamburg werden ze in de zestiende finale uitgeschakeld door de Letten Mārtiņš Pļaviņš en Edgars Točs. Met Oscar Brandão deed hij aan het eind van het jaar mee aan de Finals in Rome en het toernooi van Chetumal. Sinds 2021 speelt Solberg met Arthur Lanci; bij vijf internationale wedstrijden gespreid over twee seizoenen kwam het duo tot twee negende plaatsen (Itapema en Tlaxcala).

## Palmares
Kampioenschappen
- 2002:  WK U18
- 2003:  WK U21
- 2003:  WK U18
- 2004:  WK U21
- 2006:  WK U21
- 2011: 5e WK
- 2013: 5e WK
- 2015:  WK
- 2016: 9e OS
- 2017: 9e WK

FIVB World Tour
- 2007:  Shanghai Open
- 2007:  Manamah Open
- 2007:  Montreal Open
- 2007:  Åland Open
- 2007:  Sint-Petersburg Open
- 2008:  Adelaide Open
- 2008:  Shanghai Open
- 2008:  Roseto degli Abruzzi Open
- 2008:  Grand Slam Gstaad
- 2008:  Mallorca Open
- 2008:  Guarujá Open
- 2008:  Dubai Open
- 2008:  FIVB World Tour

- 2009:  Shanghai Open
- 2009:  Rome Open
- 2009:  Stare Jabłonki Open
- 2010:  Shanghai Open
- 2010:  Kristiansand Open
- 2011:  Agadir Open
- 2012:  Mysłowice Open
- 2012:  Grand Slam Shanghai
- 2012:  Grand Slam Klagenfurt
- 2013:  Grand Slam Shanghai
- 2013:  Grand Slam Den Haag
- 2013:  Grand Slam Rome
- 2013:  Grand Slam Gstaad

- 2013:  Grand Slam São Paulo
- 2013:  Durban Open
- 2014:  Grand Slam Den Haag
- 2014:  Grand Slam Stare Jabłonki
- 2015:  Grand Slam Moskou
- 2015:  Stavanger Major
- 2015:  World Tour Finals Fort Lauderdale
- 2016:  Maceio Open
- 2016:  Grand Slam Rio de Janeiro
- 2016:  Gstaad Major
- 2016:  Grand Slam Long Beach
- 2016:  World Tour Finals Toronto
- 2017:  5* Poreč

## Persoonlijk
Solberg is de zoon van Isabel Salgado en de (half)broer van Maria Clara Salgado en Carolina Solberg die alle drie eveneens professioneel beachvolleybal hebben gespeeld.